# КК Партизан сезона 2016/17.
КК Партизан сезона 2016/17  обухвата све резултате и остале информације везане за наступ Партизана у сезони 2016/17. и то у следећим такмичењима: Јадранска лига, Лига шампиона,
Суперлига Србије и Куп Радивоја Кораћа.

## Састав

### Промене у саставу у текућој сезони
| - Ђорђе Мајсторовић (из Металац) - Стефан Бирчевић (из Естудијантес) - Бранислав Ратковица (из Лукојл академик) - Френк Робинсон (из Истанбул ДСИ) - Кенан Карахоџић (из Малага) - Вил Хачер (из ПАОК) - Урош Луковић (из МЗТ Скопље Аеродром) - Стефан Пот (из Младост Земун) - Џамонт Гордон (без клуба) | - Божо Ђумић (у Слобода Тузла) - Кевин Џоунс (у Локомотива Кубањ) - Дарел Вилијамс (у Хапоел Тел Авив) - Чедомир Витковац (у Напредак Крушевац) - Едо Мурић (у Банвит) - Андреја Милутиновић (у Короивос) - Петар Аранитовић (у Манреса) - Џамар Вилсон (у Естудијантес) - Александар Цветковић (у Манреса) - Андреј Магдевски (у Фени Индустри) |

## Јадранска лига
КК Партизан је у регуларном делу Јадранске лиге завршио на 3. месту са скором од 19 победа и 7 пораза. У полуфиналу плејофа црно-бели су се састали са Цедевитом где су поражени укупним резултатом у серији 2:1.

### Резултати
| - 1. Морнар - Партизан НИС 57 : 58 - 2. МЗТ Скопје Аеродром - Партизан НИС 62 : 93 - 3. Партизан НИС - Цибона 87 : 81 - 4. Карпош Соколи - Партизан НИС 77 : 84 - 5. Партизан НИС - Унион Олимпија 86 : 85 - 6. ФМП - Партизан НИС 56 : 65 - 7. Партизан НИС - Будућност ВОЛИ 61 : 64 - 8. Црвена звезда мтс - Партизан НИС 83 : 72 - 9. Партизан НИС - Цедевита 87 : 97 - 10. Задар - Партизан НИС 69 : 76 - 11. Партизан НИС - Мега Лекс 86 : 79 - 12. Крка - Партизан НИС 70 : 82 - 13. Партизан НИС - Игокеа 87 : 64 | - 14. Партизан НИС - Морнар 90 : 85 - 15. Партизан НИС - МЗТ Скопје Аеродром 91 : 76 - 16. Цибона - Партизан НИС 77 : 82 - 17. Партизан НИС - Карпош Соколи 76 : 72 - 18. Унион Олимпија - Партизан НИС 74 : 68 - 19. Партизан НИС - ФМП 97 : 70 - 20. Будућност ВОЛИ - Партизан НИС 74 : 68 - 21. Партизан НИС - Црвена звезда мтс 86 : 81 - 22. Цедевита - Партизан НИС 79 : 67 - 23. Партизан НИС - Задар 87 : 86 - 24. Мега Лекс - Партизан НИС 80 : 87 - 25. Партизан НИС - Крка 94 : 80 - 26. Игокеа - Партизан НИС 70 : 64 |

### Табела
|    | Тим                 | Игр. | Поб. | Изг. | П+   | П-   | П+/- | Бод |
| -- | ------------------- | ---- | ---- | ---- | ---- | ---- | ---- | --- |
| 1  | Црвена звезда МТС   | 26   | 25   | 1    | 2226 | 1762 | +464 | 51  |
| 2  | Цедевита            | 26   | 20   | 6    | 2323 | 2108 | +215 | 46  |
| 3  | Партизан НИС        | 26   | 19   | 7    | 2081 | 1948 | +133 | 45  |
| 4  | Будућност ВОЛИ      | 26   | 18   | 8    | 2136 | 1968 | +168 | 44  |
| 5  | Игокеа              | 26   | 13   | 13   | 1950 | 2017 | -67  | 39  |
| 6  | Мега Лекс           | 26   | 11   | 15   | 2138 | 2145 | -7   | 37  |
| 7  | Цибона              | 26   | 11   | 15   | 2100 | 2121 | -21  | 37  |
| 8  | Морнар Бар          | 26   | 10   | 16   | 2002 | 2011 | -9   | 36  |
| 9  | Карпош Соколи       | 26   | 10   | 16   | 1951 | 2096 | -145 | 36  |
| 10 | ФМП                 | 26   | 10   | 16   | 2047 | 2118 | -71  | 36  |
| 11 | Унион Олимпија      | 26   | 10   | 16   | 2066 | 2143 | -77  | 36  |
| 12 | Задар               | 26   | 9    | 17   | 2044 | 2257 | -213 | 35  |
| 13 | МЗТ Скопље Аеродром | 26   | 8    | 18   | 1994 | 2136 | -142 | 34  |
| 14 | Крка                | 26   | 8    | 18   | 1889 | 2117 | -228 | 34  |

Легенда:

### Разигравање за титулу (Плеј-оф)

#### Полуфинале
| 18. 3. 2017. 19:00 | Извештај | Цедевита                                                  | 83 : 76 | Партизан                      | Дом спортова, Загреб Гледаоци: 3.000 Судије: Матеј Болтаузер (СЛО), Милош Кољеншић (ЦГ), Игор Митровски (МАК) |  |
| 18. 3. 2017. 19:00 | Извештај | Четвртине: 25:17, 29:18, 16:24, 13:17                     |         |                               | Дом спортова, Загреб Гледаоци: 3.000 Судије: Матеј Болтаузер (СЛО), Милош Кољеншић (ЦГ), Игор Митровски (МАК) |  |
| 18. 3. 2017. 19:00 | Извештај | Поени: Шурна 15 Скокови: Бегић 10 Асистенције: Боутрајт 4 |         | Хачер 18 Величковић 8 Хачер 7 | Дом спортова, Загреб Гледаоци: 3.000 Судије: Матеј Болтаузер (СЛО), Милош Кољеншић (ЦГ), Игор Митровски (МАК) |  |

| 25. 3. 2017. 20:00 | Извештај | Партизан                                                          | 74 : 73 | Цедевита                     | Хала Пионир, Београд Гледаоци: 7.500 Судије: Миливоје Јовчић (СРБ), Сашо Петек (СЛО), Марио Мајкић (СЛО) |  |
| 25. 3. 2017. 20:00 | Извештај | Четвртине: 20:13, 19:21, 17:17, 18:22                             |         |                              | Хала Пионир, Београд Гледаоци: 7.500 Судије: Миливоје Јовчић (СРБ), Сашо Петек (СЛО), Марио Мајкић (СЛО) |  |
| 25. 3. 2017. 20:00 | Извештај | Поени: Хачер 23 Скокови: Бирчевић 11 Асистенције: Гордон, Хачер 4 |         | Боутрајт 25 Билан 10 Бабић 5 | Хала Пионир, Београд Гледаоци: 7.500 Судије: Миливоје Јовчић (СРБ), Сашо Петек (СЛО), Марио Мајкић (СЛО) |  |

| 2. 4. 2017. 19:00 | Извештај | Цедевита                                                    | 87 : 78 | Партизан                     | Дом спортова, Загреб Гледаоци: 3.000 Судије: Саша Пукл (СЛО), Милош Кољеншић (ЦГ), Игор Драгојевић (ЦГ) |  |
| 2. 4. 2017. 19:00 | Извештај | Четвртине: 20:14, 27:22, 22:27, 18:15                       |         |                              | Дом спортова, Загреб Гледаоци: 3.000 Судије: Саша Пукл (СЛО), Милош Кољеншић (ЦГ), Игор Драгојевић (ЦГ) |  |
| 2. 4. 2017. 19:00 | Извештај | Поени: Билан, Муса 16 Скокови: Билан 7 Асистенције: Катић 7 |         | Хачер 16 Бирчевић 11 Хачер 7 | Дом спортова, Загреб Гледаоци: 3.000 Судије: Саша Пукл (СЛО), Милош Кољеншић (ЦГ), Игор Драгојевић (ЦГ) |  |

## Лига шампиона
КК Партизан је у овој сезони заиграо у новоформираној ФИБА Лиги шампиона. Црно-бели су у групној фази такмичења завршили на 3. месту са 8 победа и 6 пораза. У првој рунди плејофа Партизан је у два меча елиминисан од стране ПАОК-а.

### Групна фаза - Група Е
| Директан пласман у осмину финала      |
| Пласман у прву рунду плеј-офа         |
| Наставак такмичења у ФИБА Купу Европе |
| Елиминисани                           |

|    | Екипа                | Игр. | Поб. | Изг. | П+   | П-   | П+/- | Тај-брек |
| -- | -------------------- | ---- | ---- | ---- | ---- | ---- | ---- | -------- |
| 1. | Бешикташ Сомпо Јапан | 14   | 12   | 2    | 1178 | 1050 | +128 |          |
| 2. | АЕК Атина            | 14   | 9    | 5    | 1107 | 992  | +115 |          |
| 3. | Партизан НИС         | 14   | 8    | 6    | 1038 | 1046 | -8   | 2-0      |
| 4. | Лудвигсбург          | 14   | 8    | 6    | 1150 | 1058 | +92  | 0-2      |
| 5. | Динамо БдС Сасари    | 14   | 7    | 7    | 1099 | 1108 | -9   |          |
| 6. | Проксимус Спиру      | 14   | 6    | 8    | 1040 | 1113 | -73  |          |
| 7. | Стелмет Зјелона Гора | 14   | 4    | 10   | 1020 | 1084 | -64  |          |
| 8. | Солнок Олај          | 14   | 2    | 12   | 1020 | 1201 | -181 |          |

| 19. 10. 2016. 20:00 Извештај |                                                         | Лудвигсбург | 64 : 65                            | Партизан НИС | Лудвисбург арена, Лудвигсбург |  |
| 19. 10. 2016. 20:00 Извештај | Четвртине: 16:18, 14:14, 16:20, 18:13                   |             |                                    |              | Лудвисбург арена, Лудвигсбург |  |
| 19. 10. 2016. 20:00 Извештај | Поени: Мартин 14 Скокови: Тиман 9 Асистенције: Вошпан 5 |             | Бирчевић 15 Бирчевић 5 Ратковица 5 |              | Лудвисбург арена, Лудвигсбург |  |

| 26. 10. 2016. 18:00 Извештај |                                                     | Бешикташ Сомпо Јапан | 77 : 62                        | Партизан НИС | БЈК Акатлар арена, Истанбул |  |
| 26. 10. 2016. 18:00 Извештај | Четвртине: 21:16, 14:15, 25:14, 17:17               |                      |                                |              | БЈК Акатлар арена, Истанбул |  |
| 26. 10. 2016. 18:00 Извештај | Поени: Рол 16 Скокови: Штимац 9 Асистенције: Вимс 7 |                      | Бирчевић 15 Робинсон 6 Хачер 5 |              | БЈК Акатлар арена, Истанбул |  |

| 1. 11. 2016. 18:00 Извештај |                                                                               | Партизан НИС | 58 : 56                    | Стелмет Зјелона Гора | Хала Пионир, Београд |  |
| 1. 11. 2016. 18:00 Извештај | Четвртине: 17:17, 18:15, 6:13, 17:11                                          |              |                            |                      | Хала Пионир, Београд |  |
| 1. 11. 2016. 18:00 Извештај | Поени: Величковић 15 Скокови: Величковић, Бирчевић 7 Асистенције: Ратковица 4 |              | Флоренс 16 Мур 6 Кошарек 4 |                      | Хала Пионир, Београд |  |

| 9. 11. 2016. 18:00 Извештај |                                                              | Солнок Олај | 55 : 70                            | Партизан НИС | Спортска хала Тисалигет, Солнок |  |
| 9. 11. 2016. 18:00 Извештај | Четвртине: 16:20, 16:13, 14:20, 9:17                         |             |                                    |              | Спортска хала Тисалигет, Солнок |  |
| 9. 11. 2016. 18:00 Извештај | Поени: Војвода 21 Скокови: Војвода 7 Асистенције: 3 играча 3 |             | Бирчевић 17 Луковић 9 Ратковица 11 |              | Спортска хала Тисалигет, Солнок |  |

| 15. 11. 2016. 20:00 Извештај |                                                                                        | Партизан НИС | 70 : 84                                    | Проксимус Спиру | Хала Пионир, Београд |  |
| 15. 11. 2016. 20:00 Извештај | Четвртине: 16:22, 24:27, 21:18, 9:17                                                   |              |                                            |                 | Хала Пионир, Београд |  |
| 15. 11. 2016. 20:00 Извештај | Поени: Маринковић, Ратковица 15 Скокови: Бирчевић, Робинсон 6 Асистенције: Ратковица 5 |              | Боуман, Ричардсон 16 Дејвис 7 Марнеграве 7 |                 | Хала Пионир, Београд |  |

| 23. 11. 2016. 18:00 Извештај |                                                       | АЕК Атина | 91 : 81                          | Партизан НИС | Олимпијска дворана Никос Галис, Атина |  |
| 23. 11. 2016. 18:00 Извештај | Четвртине: 22:14, 20:19, 22:29, 27:19                 |           |                                  |              | Олимпијска дворана Никос Галис, Атина |  |
| 23. 11. 2016. 18:00 Извештај | Поени: Шакота 19 Скокови: Фокер 6 Асистенције: Укић 6 |           | Хачер 18 Бирчевић 11 Ратковица 7 |              | Олимпијска дворана Никос Галис, Атина |  |

| 29. 11. 2016. 20:30 Извештај |                                                                       | Партизан НИС | 87 : 88                   | Динамо БдС Сасари | Хала Пионир, Београд |  |
| 29. 11. 2016. 20:30 Извештај | Четвртине: 19:23, 27:15, 17:22, 16:19, 8:9                            |              |                           |                   | Хала Пионир, Београд |  |
| 29. 11. 2016. 20:30 Извештај | Поени: Хачер 23 Скокови: Андрић, Величковић 6 Асистенције: Робинсон 7 |              | Картер 21 Лејси 8 Лејси 7 |                   | Хала Пионир, Београд |  |

| 6. 12. 2016. 18:00 Извештај |                                                                | Партизан НИС | 86 : 82                     | Лудвигсбург | Хала Пионир, Београд |  |
| 6. 12. 2016. 18:00 Извештај | Четвртине: 21:12, 16:23, 19:23, 16:14, 14:10                   |              |                             |             | Хала Пионир, Београд |  |
| 6. 12. 2016. 18:00 Извештај | Поени: Величковић 21 Скокови: Бирчевић 12 Асистенције: Хачер 6 |              | Котон 14 Хамондс 8 Мартин 5 |             | Хала Пионир, Београд |  |

| 14. 12. 2016. 20:30 Извештај |                                                              | Партизан НИС | 86 : 71                    | Бешикташ Сомпо Јапан | Хала Пионир, Београд |  |
| 14. 12. 2016. 20:30 Извештај | Четвртине: 18:16, 26:25, 20:23, 22:7                         |              |                            |                      | Хала Пионир, Београд |  |
| 14. 12. 2016. 20:30 Извештај | Поени: Величковић 20 Скокови: Луковић 7 Асистенције: Хачер 7 |              | Кларк 17 Кларк 7 Томпсон 5 |                      | Хала Пионир, Београд |  |

| 20. 12. 2016. 18:30 Извештај |                                                                 | Стелмет Зјелона Гора | 80 : 81                              | Партизан НИС | Хала СРЦ Зјелона Гора, Зјелона Гора |  |
| 20. 12. 2016. 18:30 Извештај | Четвртине: 20:18, 15:12, 19:18, 14:20, 12:13                    |                      |                                      |              | Хала СРЦ Зјелона Гора, Зјелона Гора |  |
| 20. 12. 2016. 18:30 Извештај | Поени: Кошарек 17 Скокови: Драгичевић 10 Асистенције: Кошарек 4 |                      | Бирчевић 19 Бирчевић 11 Ратковица 10 |              | Хала СРЦ Зјелона Гора, Зјелона Гора |  |

| 4. 1. 2017. 20:00 Извештај |                                                          | Партизан НИС | 77 : 67                       | Солнок Олај | Хала Пионир, Београд |  |
| 4. 1. 2017. 20:00 Извештај | Четвртине: 17:15, 18:10, 20:25, 22:17                    |              |                               |             | Хала Пионир, Београд |  |
| 4. 1. 2017. 20:00 Извештај | Поени: Луковић 14 Скокови: Врабац 8 Асистенције: Хачер 6 |              | Војвода 21 Барнис 8 Војвода 5 |             | Хала Пионир, Београд |  |

| 10. 1. 2017. 20:30 Извештај |                                                         | Проксимус Спиру | 63 : 65                    | Партизан НИС | Спирудом, Шарлроа |  |
| 10. 1. 2017. 20:30 Извештај | Четвртине: 20:14, 14:16, 17:14, 12:21                   |                 |                            |              | Спирудом, Шарлроа |  |
| 10. 1. 2017. 20:30 Извештај | Поени: Шеперд 31 Скокови: Боуман 8 Асистенције: Либер 5 |                 | Андрић 14 Врабац 6 Хачер 5 |              | Спирудом, Шарлроа |  |

| 18. 1. 2017. 20:00 Извештај |                                                                 | Партизан НИС | 65 : 69                          | АЕК Атина | Хала Пионир, Београд |  |
| 18. 1. 2017. 20:00 Извештај | Четвртине: 11:19, 22:22, 20:14, 12:14                           |              |                                  |           | Хала Пионир, Београд |  |
| 18. 1. 2017. 20:00 Извештај | Поени: Бирчевић 16 Скокови: Бирчевић 8 Асистенције: Ратковица 5 |              | Ларенцакис 14 Милошевић 9 Укић 8 |           | Хала Пионир, Београд |  |

| 25. 1. 2017. 18:00 Извештај |                                                           | Динамо БдС Сасари | 99 : 85                         | Партизан НИС | Спортска дворана Роберта Серадимињи, Сасари |  |
| 25. 1. 2017. 18:00 Извештај | Четвртине: 19:22, 32:20, 21:21, 27:22                     |                   |                                 |              | Спортска дворана Роберта Серадимињи, Сасари |  |
| 25. 1. 2017. 18:00 Извештај | Поени: Стипчевић 23 Скокови: Лавал 8 Асистенције: Лејси 6 |                   | Бирчевић 17 Мајсторовић 5 Пот 9 |              | Спортска дворана Роберта Серадимињи, Сасари |  |

### Прва рунда плеј-офа
| 8. 2. 2017. 20:00 Извештај |                                                                | ПАОК | 74 : 76                              | Партизан НИС | ПАОК спортска арена, Солун |  |
| 8. 2. 2017. 20:00 Извештај | Четвртине: 14:22, 18:18, 24:13, 18:23                          |      |                                      |              | ПАОК спортска арена, Солун |  |
| 8. 2. 2017. 20:00 Извештај | Поени: Макфаден 20 Скокови: Клентон 11 Асистенције: Макфаден 4 |      | Хачер 27 Бирчевић, Луковић 6 Хачер 4 |              | ПАОК спортска арена, Солун |  |

| 22. 2. 2017. 18:30 Извештај |                                                            | Партизан | 78 : 82                           | ПАОК | Хала Пионир, Београд |  |
| 22. 2. 2017. 18:30 Извештај | Четвртине: 16:18, 16:29, 18:17, 28:18                      |          |                                   |      | Хала Пионир, Београд |  |
| 22. 2. 2017. 18:30 Извештај | Поени: Величковић 19 Скокови: Луковић 9 Асистенције: Пот 6 |          | Макфаден 26 Клентон 10 Макфаден 7 |      | Хала Пионир, Београд |  |

## Куп Радивоја Кораћа
Куп Радивоја Кораћа је 2017. године одржан по једанаести пут као национални кошаркашки куп Србије. Домаћин завршног турнира био је Ниш у периоду од 16. до 19. фебруара 2017, а сви мечеви су одиграни у Спортском центру Чаир. Насловни спонзор такмичења ове године је била Пиреус банка.
КК Партизан је у Купу Радивоја Кораћа у четврфиналу савладао екипу Дунава, потом у полуфиналу Мега Лекс али је у финалу јача била екипа Црвене звезде.

### Четвртфинале
| 17. 2. 2017. 19:30 | Извештај | Партизан НИС                                                          | 80 : 60 | Дунав Стари Бановци                     | Спортски центар Чаир, Ниш Гледаоци: 4.000 Судије: Бранислав Мрдак, Часлав Чукаловић, Владимир Весковић |  |
| 17. 2. 2017. 19:30 | Извештај | Четвртине: 18:18, 23:5, 23:20, 16:17                                  |         |                                         | Спортски центар Чаир, Ниш Гледаоци: 4.000 Судије: Бранислав Мрдак, Часлав Чукаловић, Владимир Весковић |  |
| 17. 2. 2017. 19:30 | Извештај | Поени: Андрић 17 Скокови: Танасковић 11 Асистенције: Пот, Ратковица 5 |         | Зорчић 19 3 играча 8 Ненадић, Сочанац 3 | Спортски центар Чаир, Ниш Гледаоци: 4.000 Судије: Бранислав Мрдак, Часлав Чукаловић, Владимир Весковић |  |

### Полуфинале
| 18. 2. 2017. 21:00 | Извештај | Мега Лекс                                                  | 65 : 77 | Партизан НИС                         | Спортски центар Чаир, Ниш Гледаоци: 4.500 Судије: Илија Белошевић, Марко Јурас, Драган Нешковић |  |
| 18. 2. 2017. 21:00 | Извештај | Четвртине: 14:20, 22:19, 13:23, 16:15                      |         |                                      | Спортски центар Чаир, Ниш Гледаоци: 4.500 Судије: Илија Белошевић, Марко Јурас, Драган Нешковић |  |
| 18. 2. 2017. 21:00 | Извештај | Поени: Јарамаз 23 Скокови: Каба 12 Асистенције: 3 играча 2 |         | Величковић 19 Луковић 13 Ратковица 8 | Спортски центар Чаир, Ниш Гледаоци: 4.500 Судије: Илија Белошевић, Марко Јурас, Драган Нешковић |  |

### Финале
| 19. 2. 2017. 21:00 | Извештај | Црвена звезда МТС                                                    | 74 : 64 | Партизан НИС                 | Спортски центар Чаир, Ниш Гледаоци: 5.000 Судије: Илија Белошевић, Миливоје Јовчић, Милија Војиновић |  |
| 19. 2. 2017. 21:00 | Извештај | Четвртине: 23:23, 13:11, 16:13, 22:17                                |         |                              | Спортски центар Чаир, Ниш Гледаоци: 5.000 Судије: Илија Белошевић, Миливоје Јовчић, Милија Војиновић |  |
| 19. 2. 2017. 21:00 | Извештај | Поени: Гудурић, Симоновић 18 Скокови: Томпсон 6 Асистенције: Јовић 7 |         | Врабац 12 Величковић 7 Пот 4 | Спортски центар Чаир, Ниш Гледаоци: 5.000 Судије: Илија Белошевић, Миливоје Јовчић, Милија Војиновић |  |

## Суперлига Србије
КК Партизан је регуларни део Суперлиге Србије завршио са 12 победа и 2 пораза. У полуфиналу плејофа црно-бели су доживели пораз од екипе ФМП-а и тако први пут после 19 година остали без учешћа у финалу домаћег шампионата.

### Резултати
| - 1. Партизан НИС - Вршац 86 : 76 - 2. Црвена звезда мтс - Партизан НИС 85 : 74 - 3. Партизан НИС - Дyнамик 76 : 66 - 4. Спартак - Партизан НИС 75 : 82 - 5. Партизан НИС - Борац 93 : 87 - 6. Партизан НИС - ФМП 82 : 71 - 7. Мега Лекс - Партизан НИС 79 : 84 | - 8. Вршац - Партизан НИС 74 : 81 - 9. Партизан НИС - Црвена звезда мтс 78 : 77 - 10. Дyнамик - Партизан НИС 83 : 87 - 11. Партизан НИС - Спартак 100 : 80 - 12. Борац - Партизан НИС 73 : 76 - 13. ФМП - Партизан НИС 71 : 85 - 14. Партизан НИС - Мега Лекс 98 : 102 |

### Табела
|   | Тим               | Игр. | Поб. | Изг. | П+   | П-   | П+/- | Бод |
| - | ----------------- | ---- | ---- | ---- | ---- | ---- | ---- | --- |
| 1 | Црвена звезда МТС | 14   | 13   | 1    | 1212 | 940  | +272 | 27  |
| 2 | Партизан НИС      | 14   | 12   | 2    | 1182 | 1099 | +83  | 26  |
| 3 | ФМП               | 14   | 9    | 5    | 1112 | 995  | +117 | 23  |
| 4 | Мега Лекс         | 14   | 9    | 5    | 1177 | 1133 | +44  | 23  |
| 5 | Динамик           | 14   | 5    | 9    | 1096 | 1135 | -39  | 19  |
| 6 | Борац Чачак       | 14   | 4    | 10   | 1027 | 1139 | -112 | 18  |
| 7 | Вршац             | 14   | 3    | 11   | 1052 | 1162 | -110 | 17  |
| 8 | Спартак Суботица  | 14   | 1    | 13   | 971  | 1226 | -255 | 15  |

Легенда:

### Разигравање за титулу

#### Полуфинале
| 7. 6. 2017. 21:00 |                                                                 | Партизан НИС | 91 : 96                    | ФМП | Хала Пионир, Београд Гледаоци: 2.000 Судије: Милија Војиновић, Јасмина Јурас, Урош Николић |  |
| 7. 6. 2017. 21:00 | Четвртине: 14:18, 26:19, 17:31, 34:28                           |              |                            |     | Хала Пионир, Београд Гледаоци: 2.000 Судије: Милија Војиновић, Јасмина Јурас, Урош Николић |  |
| 7. 6. 2017. 21:00 | Поени: Величковић 27 Скокови: Величковић 5 Асистенције: Хачер 6 |              | Човић 23 Шешлија 8 Човић 5 |     | Хала Пионир, Београд Гледаоци: 2.000 Судије: Милија Војиновић, Јасмина Јурас, Урош Николић |  |

| 9. 6. 2017. 21:00 |                                                                | ФМП | 78 : 68                         | Партизан НИС | Дворана Железник, Београд Гледаоци: 750 Судије: Илија Белошевић, Миливоје Јовчић, Александар Глишић |  |
| 9. 6. 2017. 21:00 | Четвртине: 22:17, 21:16, 21:20, 14:15                          |     |                                 |              | Дворана Железник, Београд Гледаоци: 750 Судије: Илија Белошевић, Миливоје Јовчић, Александар Глишић |  |
| 9. 6. 2017. 21:00 | Поени: Давидовац 19 Скокови: Давидовац 12 Асистенције: Човић 5 |     | Хачер 18 Бирчевић 6 Ратковица 5 |              | Дворана Железник, Београд Гледаоци: 750 Судије: Илија Белошевић, Миливоје Јовчић, Александар Глишић |  |